# Onze-Lieve-Vrouwe pijlerkapel

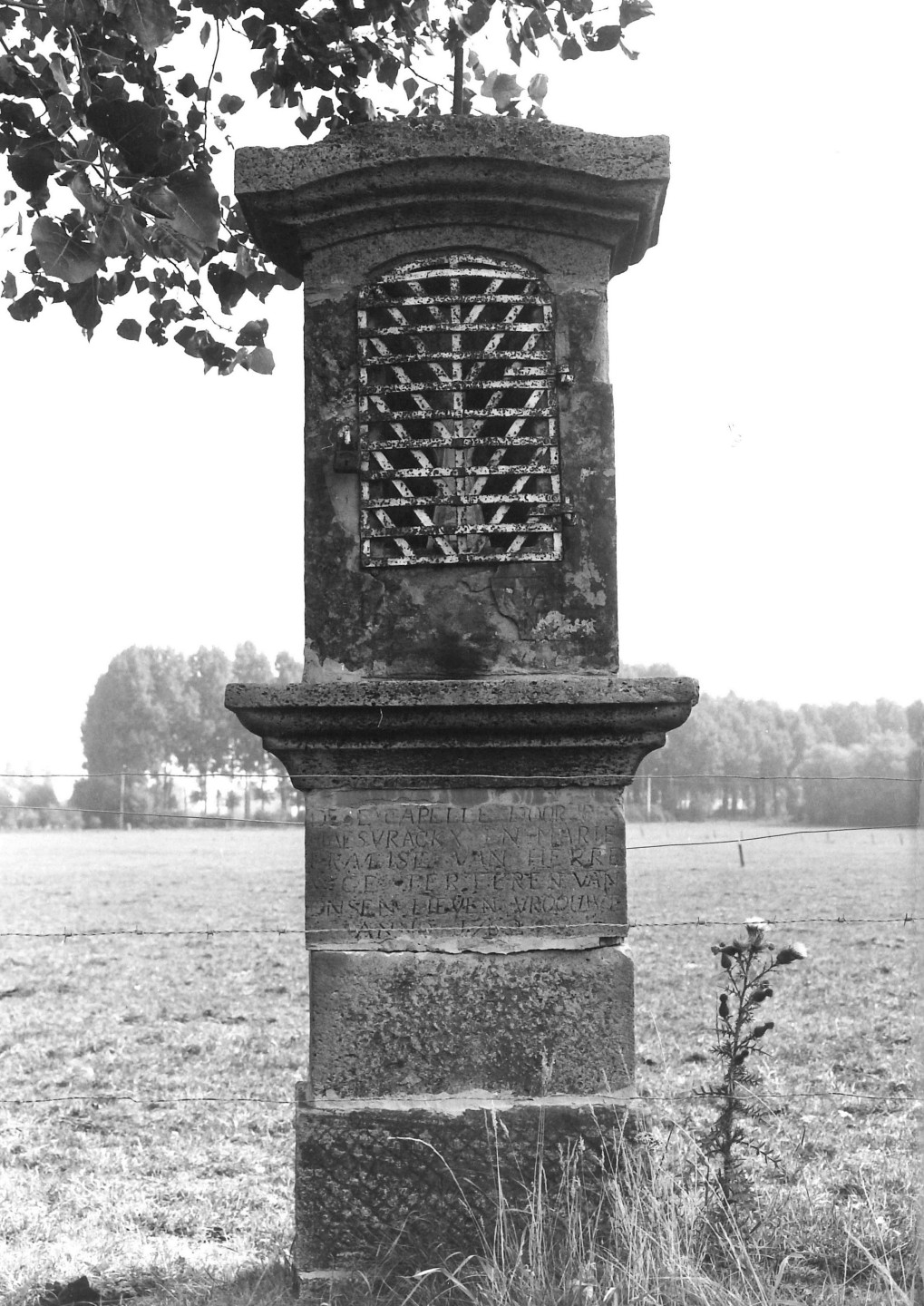
Onze-Lieve-Vrouwekapel

De Onze-Lieve-Vrouwekapel is een kapel in de tot de Oost-Vlaamse gemeente Geraardsbergen behorende plaats Nieuwenhove, gelegen aan de Zijpstraat.
Het betreft een zandstenen pijlerkapel die in 1762 werd opgericht. De kapel bevat een segmentboognis.
Op de kapel is de volgende tekst aangebracht:
De capelle door Maes Vrackx en Marie Framise van Herrege ter Eeren van Onzen Lieven Vrouwe Anno 1762.